# Корнев, Марк Борисович
Марк Бори́сович Ко́рнев (8.3.1900, Петроверовка — 3.3.1939, Москва) — деятель ГПУ/НКВД СССР, майор государственной безопасности. Входил в составы особых троек НКВД СССР.

## Биография
Родился 8 марта 1900 года в селе Петроверовка Херсонской губернии в семье кустаря. С 1907 по 1912 годы обучался в министерском земском двухклассном училище. Далее, 1912—1914 годы, работа учеником в часовой мастерской; в 1914—1915 годы подручным в водопроводно-слесарной мастерской, 1915—1917 годы, рабочим на складе строительных материалов.
Вступил в члены РКП(б) в сентябре 1918 году. В 1918—1920 годах — на подпольной партийной и комсомольской работе в Одессе, член штаба боевой дружины, командир взвода боевой дружины, инспектор Высшей военной инспекции (Одесса), член коллегии реввоентрибунала Одесского ВО, секретарь Балтской уездной парттройки и член повстанческого штаба, на подпольной работе в Балте, начальник Балтской уездной милиции. Далее работал в органах ВЧК−ОГПУ−НКВД.
- 1920—1921 годы — заведующий уездными секретными подотделами Одесской губЧК в Балте, Тирасполе, Вознесенске, член коллегии, заместитель председателя Одесской губЧК, председатель Балтской уездной ЧК.
- 1921—1924 годы — член коллегии Одесской губЧК, начальник особого отделения при 9-й кавалерийской дивизии (Звенигородка), начальник Балтского окротдела ГПУ, начальник особого отделения 3-го погранучастка, начальник Николаевского окротдела ГПУ.
- 1924—1927 годы — начальник Молдавского облотдела ГПУ, нарком внутренних дел Молдавской АССР, уполномоченный ГПУ УССР при СНК Молдавской АССР.
- 1927—1931 годы — начальник Винницкого окротдела ГПУ, начальник Главного управления милиции УССР, начальник Кременчугского окротдела ГПУ, начальник Николаевского горотдела ГПУ, начальник Особого отдела 15-й дивизии.
- 1931—1933 годы — начальник Полтавского оперативного сектора ГПУ, заместитель начальника отдела кадров ГПУ УССР, слушатель Курсов высшего руководящего состава ОГПУ СССР.
- 1933—1934 годы — заместитель начальника Донецкого облотдела ГПУ, заместитель начальника УНКВД Донецкой области.
- 1934—1935 годы — председатель спецколлегии Верховного суда УССР.
- 1935—1937 годы — начальник—комиссар Киевской межкраевой школы НКВД СССР.
- февраль-июль 1937 года — начальник УНКВД Молдавской АССР, июль 1937 года — февраль 1938 года — начальник УНКВД Черниговской области. Этот период отмечен вхождением в состав особых троек, созданных по приказу НКВД СССР от 30.07.1937 № 00447[2] и активным участием в сталинских репрессиях[3].
- апрель-сентябрь 1938 года — помощник наркома внутренних дел Белорусской ССР А. А. Наседкина.

## Завершающий этап
Арестован 3 сентября 1938 года. Осуждён ВКВС СССР 2 марта 1939 г. к ВМН. Расстрелян в ночь на 3 марта 1939 г. в Москве. Признан не подлежащим реабилитации.
Награды
- Почётный сотрудник госбезопасности (V)
- Орден Красной Звезды (19.12.1937) — за образцовое и самоотверженное выполнение важнейших правительственных заданий.